# 169P/NEAT
 169P/NEAT 22 (169P/NEAT) — короткопериодическая комета семейства Юпитера, которая была открыта 15 марта 2002 года в рамках проекта NEAT и описана как диффузный объект 19,8 m звёздной величины. Несмотря на свою низкую активность эта комета обладает целым рядом интересных особенностей, главная из которых состоит в том, что она является родоначальницей малого метеорного потока, известного как α Capricornus (англ.), пик активности которого приходится на 15 июля. Комета обладает очень коротким периодом обращения вокруг Солнца — всего чуть более 4,2 лет.

Орбита кометы NEAT 22 и её положение в Солнечной системе

В мае 2010 года американские астрономы Peter Jenniskens и J. Vaubaillon опубликовали исследование, в котором изучалась активность метеорного потока α Capricornus и его связь с кометой 169P/NEAT. В ходе исследования была установлено, что комета 169P/NEAT действительно является родоначальником этого потока, а также потока дневных ξ Capricornids, которые образовались в результате разрушения более крупного родительского тела. Проанализировав активность метеорного потока α Capricornus, учёные смогли оценить примерное количество пыли скопившееся на орбите кометы, а связав это с текущими темпами кометной активности, прийти к выводу, что разрушение родительского тела, произошло около 4000-5000 лет назад. Наиболее крупный фрагмент, известный сейчас как комета 169P/NEAT, сосредоточил в себе около 52 % от массы родительского тела. При этом, сейчас орбита Земля проходит лишь внешнюю часть этого пылевого комплекса. Небольшая часть этого комплекса эволюционировала на более длинные орбиты, которые впоследствии эволюционировали быстрее, чтобы теперь иметь узел, пересекающий орбиту Земли и порождающие наблюдаемую активность альфа-Каприкорниды. В последующие несколько десятилетий основная часть комплекса выйдет на орбиты с узлом, близким к орбите Венеры, который затем в 2220—2420 годах переместится к орбите Земли, что сделает альфа-Каприкорниды более мощным метеорным потоком, чем все нынешние существующие метеорные потоки.
В августе 2015 года была опубликована ещё одна работа, значительная часть которой была посвящена комете 169P/NEAT. В этом исследовании учёные анализировали эволюцию кометных орбит семейства Юпитера, пересекающих орбиту Земли. В ходе исследования учёные обнаружили, что открытая в 2003 году космическим аппаратом SOHO комета P/2003 T12 (SOHO) движется практически по идентичной орбите с кометой 169P/NEAT. Проследив эволюцию этих орбит на протяжении последних 100 000 лет, учёные обнаружили, что их орбитальные параметры остаются стабильными в течение нескольких тысяч лет, с хорошо определённым абсолютным минимумом их относительного пространственного расхождения, который имел место 2900 лет назад, совпадающим с низким значением относительной скорости. Это хорошо согласуется с исследованием Jenniskens и Vaubaillon.

## Сближение с планетами
Эта комета имеет очень вытянутую орбиту, которая глубока заходит во внутреннюю часть Солнечной системы, в результате чего практически каждое возвращение кометы в перигелий сопровождается сближением либо с Землёй, либо с Венерой, причём подавляющее большинство этих сближений являются крайне тесными. Тем не менее орбита кометы остаётся весьма стабильной. В течение XX века было выявлено 12 тесных сближений, из них четыре с Венерой и восемь с Землёй, ещё столько же их ожидается в XXI веке, но на этот раз к Венере комета подойдёт лишь дважды. В XXII веке сближений будет 13, из них четыре с Венерой.
- 0,09 а. е. от Венеры 24 июля 1913 года;
- 0,37 а. е. от Земли 30 сентября 1917 года;
- 0,29 а. е. от Земли 29 января 1922 года;
- 0,14 а. е. от Венеры 2 августа 1934 года;
- 0,29 а. е. от Земли 7 сентября 1938 года;
- 0,31 а. е. от Земли 30 января 1943 года;
- 0,29 а. е. от Земли 2 сентября 1959 года;
- 0,11 а. е. от Венеры 21 сентября 1959 года;
- 0,21 а. е. от Земли 13 января 1964 года;
- 0,28 а. е. от Земли 30 августа 1984 года;
- 0,17 а. е. от Земли 19 января 1989 года;
- 0,14 а. е. от Венеры 5 мая 1997 года;
- 0,15 а. е. от Земли 7 августа 2005 года;
- 0,19 а. е. от Земли 12 января 2010 года;
- 0,14 а. е. от Венеры 13 июля 2022 года;
- 0,17 а. е. от Земли 11 августа 2026 года;
- 0,20 а. е. от Земли 13 января 2031 года;
- 0,25 а. е. от Земли 20 августа 2051 года;
- 0,17 а. е. от Земли 15 января 2056 года;
- 0,19 а. е. от Земли 24 июля 2072 года;
- 0,35 а. е. от Земли 8 декабря 2076 года;
- 0,13 а. е. от Венеры 28 апреля 2085 года;
- 0,21 а. е. от Земли 23 июля 2093 года;
- 0,35 а. е. от Земли 8 декабря 2097 года;
- 0,25 а. е. от Земли 21 августа 2118 года;
- 0,39 а. е. от Земли 2 декабря 2122 года;
- 0,06 а. е. от Венеры 1 января 2127 года;
- 0,38 а. е. от Земли 2 октября 2143 года;
- 0,04 а. е. от Венеры 5 декабря 2147 года;
- 0,28 а. е. от Земли 6 февраля 2148 года;
- 0,31 а. е. от Земли 9 сентября 2164 года;
- 0,12 а. е. от Венеры 6 января 2169 года;
- 0,17 а. е. от Земли 30 января 2169 года;
- 0,12 а. е. от Земли 26 июля 2185 года;
- 0,10 а. е. от Венеры 11 октября 2189 года;
- 0,44 а. е. от Земли 26 октября 2189 года;
- 0,10 а. е. от Земли 30 января 2194 года.